# 956
| Calendário gregoriano                                                        | 956 CMLVI                                            |
| Ab urbe condita                                                              | 1709                                                 |
| Calendário arménio                                                           | 405 – 406                                            |
| Calendário bahá'í                                                            | -888 – -887                                          |
| Calendário budista                                                           | 1500                                                 |
| Calendário chinês                                                            | 3652 – 3653 Início a 15 de janeiro (aproximadamente) |
| Calendário copta                                                             | 672 – 673                                            |
| Calendário etíope                                                            | 948 – 949                                            |
| Calendários hindus - Vikram Samvat - Calendário nacional indiano - Cáli Iuga | 1011 – 1012 877 – 878 4056 – 4057                    |
| Calendário Holoceno                                                          | 10956                                                |
| Calendário islâmico                                                          | 344 – 345                                            |
| Calendário judaico                                                           | 4716 – 4717                                          |
| Calendário persa                                                             | 334 – 335                                            |
| Calendário rúnico                                                            | 1206                                                 |
| Calendário solar tailandês                                                   | 1499                                                 |

956 (CMLVI na numeração romana) foi um ano bissexto do século X do Calendário Juliano, da Era de Cristo, teve início a uma terça-feira e terminou a uma quarta-feira e as suas letras dominicais foram  F e E (52 semanas).
No território que viria a ser o reino de Portugal estava em vigor a Era de César que já contava 994 anos.
| Ano completo                          |
| ------------------------------------- |
| Ano bissexto com início à terça-feira |

## Eventos
- Sancho I de Leão é coroado Rei de Leão.

## Mortes
- 19 de Junho - Hugo, o Grande, marquês de Nêustria e Duque de França (n 895).
- Ordonho III de Leão - Agosto (n 925), foi rei de Leão.
- Raimundo I Dato de Bigorre, conde de Bigorre (n. 929).